# The Divine Comedy (banda)
The Divine Comedy é uma banda britânica liderada por Neil Hannon, muitas vezes o único membro da banda.

## Discografia
- Fanfare for the Comic Muse (1990)
- Liberation (1993)
- Promenade (1994)
- Casanova (1996) #48 (UK)
- A Short Album About Love (1997) #13 (UK)
- Fin de Siècle (1998) #9 (UK)
- A Secret History… The Best of the Divine Comedy (1999) #3 (UK)
- Regeneration (2001) #14 (UK)
- Absent Friends (2004) #23 (UK)
- Victory for the Comic Muse (2006) #43 (UK)
- Bang Goes the Knighthood (2010) #20 (UK)

## Curiosidades
The Divine Comedy actuaram em Portugal no Festival Super Bock Super Rock, Passeio Marítimo de Alcântara , em 1996.